# Rineloricaria altipinnis
Rineloricaria altipinnis är en fiskart som först beskrevs av Breder 1925.  Rineloricaria altipinnis ingår i släktet Rineloricaria och familjen Loricariidae. Inga underarter finns listade i Catalogue of Life.